# Spoorlijn Glasgow - Edinburgh via Carstairs
De spoorlijn Glasgow - Edinburgh via Carstairs, Engels: Glasgow to Edinburgh via Carstairs line, is een spoorlijnverbinding in Schotland die Glasgow Central en Edinburgh Waverley met elkaar verbindt via de respectievelijke twee noordelijke takken van de West Coast Main Line (WCML) die elk gebruikt worden om de twee steden met London Euston te verbinden. Het is een van de vier spoorverbindingen tussen Edinburgh en Glasgow.
Het traject gaat zuidwaarts tot het spoorknooppunt net ten zuidoosten van het station Carstairs op de tak naar Glasgow van de West Coast Main Line (WCML) waar met een kort verbindingstraject de verbinding wordt gelegd met de tak naar Edinburgh.